# Jabuka (Foča-Ustikolina, BiH)
Jabuka je naseljeno mjesto u općini Foči-Ustikolini, Federacija BiH, BiH. Godine 1962. upravno su joj pripojena naselja Kumjenovići (Kumjanovići) i Vojnići koja su ukinuta (Sl. list NRBiH, br. 47/62).
U blizini teče rijeka Jabušnica koja se ulijeva u Sutjesku. Nalazi se uz Nacionalni park Sutjeska.

## Stanovništvo
| Narod     | Popis 1961. | Popis 1971. | Popis 1981. | Popis 1991. |
| --------- | ----------- | ----------- | ----------- | ----------- |
| Hrvati    | 1           |             |             |             |
| Muslimani | 173         | 426         | 417         | 267         |
| Srbi      | 43          | 67          | 36          | 18          |
| ostali    | 6           |             | 2           | 1           |
| Ukupno    | 223         | 493         | 455         | 286         |